# Selver
Selver (Селвер) — це мережа супермаркетів та гіпермаркетів у Естонії. Селвер є дочірнім підприємством Tallinna Kaubamaja. Мережа заснована в 1995 році відкриттям Punane Selver в районі Lasnamäe (Ласнамяє), м.Таллінн. Розширення мережі за межі м. Таллінн почалося 10 травня 2002 року відкриттям Mai Selver в м. Pärnu (Пярну). З 18 грудня 2008 року Селвер також запрацював в Латвії, але наприкінці 2009 через фінансову кризу Селвер був змушений закрити всі 6 супермаркетів у Латвії. На даний час у всій Естонії існує 44 магазини (станом на грудень 2014 року).
Selver ексклюзивно продає продукцію Selveri Köök (Selver-Кулінарія) — понад 250 різних салатів, десертів, готової їжі тощо.